# Maarten Hendrik van Dulm
Maarten Hendrik van Dulm   (Arnhem, 4 d'agost de 1879 - Wassenaar, 25 d'abril de 1949) va ser un vicealmirall de l'Armada Reial dels Països Baixos i tirador d'esgrima i neerlandès que va competir durant la dècada de 1920.
El 1924 va prendre part en els Jocs Olímpics de París, on disputà dues proves del programa d'esgrima. Guanyà la medalla de bronze en la competició de sabre per equips, mentre en la de sabre individual quedà eliminat en sèries. Quatre anys més tard, als Jocs d'Amsterdam, fou cinquè en la competició de sabre per equips del programa d'esgrima.
El 1900 s'incorporà a l'Armada Reial dels Països Baixos i entre 1919 i 1022 va ser el redactor del diari naval (Marineblad). El 1924 fou nomenat comandant, exercint la seva tasca en diversos vaixells de l'Armada. El 1932 fou cap de l'Estat Major de la Marina a les Índies Orientals Neerlandeses durant 11 mesos. Entre l'abril de 1934 i el març de 1936 va ser capità general de la flota holandesa a les Índies Orientals i cap del Departament de la Marina a Batàvia.
El 1937 va presidir el Comitè Internacional per a la No Intervenció a Espanya, a Londres. En retirar-se, el 10 de desembre de 1938, va ser distingit com a Cavaller de l'Orde del Lleó i Comandant de l'Orde d'Orange-Nassau.